# Neder-Silezisch voetbalkampioenschap 1929/30
In 1929/30 werd het negentiende Neder-Silezisch voetbalkampioenschap gespeeld, dat georganiseerd werd door de Zuidoost-Duitse voetbalbond. 
VfB Liegnitz werd kampioen en Preußen Glogau vicekampioen. De eindronde Zuidoost-Duitse eindronde werd hervormd en de clubs uit Bergland, Neder-Silezië en Opper-Lausitz, werden in een aparte groep gezet. Terwijl de drie sterkste competities speelden voor de titel kon de groepswinnaar van de andere groep enkel kans maken op een ticket voor de nationale eindronde. Liegnitz werd tweede en Glogau derde. 

## Bezirksklasse
| Plaats | Club                               | Wed. | W  | G | V  | Saldo | Ptn   |
| ------ | ---------------------------------- | ---- | -- | - | -- | ----- | ----- |
| 1.     | VfB Liegnitz                       | 14   | 10 | 3 | 1  | 64:24 | 23:5  |
| 2.     | SC Preußen 1911 Glogau             | 14   | 11 | 0 | 3  | 61:33 | 22:6  |
| 3.     | SpVgg 1896 Liegnitz                | 14   | 8  | 1 | 5  | 45:33 | 17:11 |
| 4.     | FC Blitz 03 Liegnitz               | 14   | 6  | 4 | 4  | 28:24 | 16:12 |
| 5.     | SC Jauer                           | 14   | 5  | 2 | 7  | 40:42 | 12:16 |
| 6.     | Vereinigte Grünberger Sportfreunde | 14   | 4  | 1 | 9  | 30:36 | 9:19  |
| 7.     | DSC Neusalz                        | 14   | 3  | 1 | 10 | 24:59 | 7:21  |
| 8.     | Vgt. Sportfreunde Preußen Wohlau   | 14   | 3  | 0 | 11 | 23:64 | 6:22  |

|  | Kampioen, geplaatst voor Zuidoost-Duitse eindronde |
|  | Geplaatst voor Zuidoost-Duitse eindronde           |
|  | Deelname Promotie/degradatie play-off              |

## 1. Klasse

### Gau Glogau

#### Nordkreis
| Plaats | Club                            | Wed. | W | G | V  | Saldo | Ptn   |
| ------ | ------------------------------- | ---- | - | - | -- | ----- | ----- |
| 1.     | VfB Deutsch Wartenberg          | 10   | 8 | 0 | 2  | 31:23 | 16:14 |
| 2.     | SpVgg Blau-Weiß Züllichau       | 10   | 6 | 1 | 3  | 36:26 | 13:07 |
| 3.     | SV Falke Züllichau              | 10   | 6 | 1 | 3  | 34:28 | 13:07 |
| 4.     | Vgt. Grünberger Sportfreunde II | 10   | 4 | 1 | 5  | 29:24 | 09:11 |
| 5.     | DSC Neusalz II                  | 10   | 4 | 1 | 5  | 28:34 | 09:11 |
| 6.     | FV 1920 Grünberg                | 10   | 0 | 0 | 10 | 00:23 | 00:20 |

|  | Geplaatst voor eindronde |
|  | Degradatie play-off      |

#### Südkreis
| Plaats | Club                        | Wed. | W | G | V  | Saldo | Ptn   |
| ------ | --------------------------- | ---- | - | - | -- | ----- | ----- |
| 1.     | SC Kusser                   | 10   | 8 | 1 | 1  | 37:15 | 17:03 |
| 2.     | Glogauer SV 1921            | 10   | 7 | 1 | 2  | 32:15 | 15:05 |
| 3.     | SV Primkenau                | 10   | 3 | 4 | 3  | 24:23 | 10:10 |
| 4.     | Sportfreunde 1924 Fraustadt | 10   | 4 | 1 | 5  | 17:17 | 09:11 |
| 5.     | SC Preußen 1911 Glogau II   | 10   | 4 | 1 | 5  | 20:26 | 09:11 |
| 6.     | FC 1920 Freystadt           | 10   | 0 | 0 | 10 | 04:38 | 00:20 |

|  | Geplaatst voor eindronde |
|  | Degradatie play-off      |

#### Degradatie play-off
|  |                  |       |                   |          |
|  | FV 1920 Grünberg | 0 – 7 | FC 1920 Freystadt | Grünberg |
|  |                  |       |                   | Grünberg |

|  |                   |       |                  |           |
|  | FC 1920 Freystadt | 4 – 1 | FV 1920 Grünberg | Freystadt |
|  |                   |       |                  | Freystadt |

FV Grünberg speelde nog tegen tegen derdeklasser VfB Unruhstadt voor het behoud, maar verloor ook hier en degradeerde. 

#### Eindronde
| Plaats | Club                      | Wed. | W | G | V | Saldo | Ptn   |
| ------ | ------------------------- | ---- | - | - | - | ----- | ----- |
| 1.     | SpVgg Blau-Weiß Züllichau | 6    | 4 | 0 | 2 | 19:11 | 08:04 |
| 2.     | SC Kusser                 | 6    | 4 | 0 | 2 | 24:17 | 08:04 |
| 3.     | Glogauer SV 1921          | 6    | 4 | 0 | 2 | 17:13 | 08:04 |
| 4.     | VfB Deutsch Wartenberg    | 6    | 0 | 0 | 6 | 08:27 | 00:12 |

|  | Play-off eerste plaats |

Play-off eerste plaats
Eerste wedstrijd
|  |                  |              |           |  |
|  | Glogauer SV 1921 | 2 – 3 (n.v.) | SC Kusser |  |
|  |                  |              |           |  |

Tweede wedstrijd
|  |           |       |                           |  |
|  | SC Kusser | 1 – 0 | SpVgg Blau-Weiß Züllichau |  |
|  |           |       |                           |  |

### Gau Liegnitz
Van de Gau Liegnitz zijn geen uitslagen meer bekend, enkel dat Schlesien Haynau kampioen werd. 

### Gau Wohlau
Van de Gau Wohlau zijn geen uitslagen meer bekend, enkel dat Jugendverein Wohlau-Süd  kampioen werd. 

### Eindronde
Glogauer SV 1921 werd naar de eindronde gestuurd na lottrekking omdat er geen tijd meer was om een play-off te spelen, de play-off voor de titel van Glogau werd na de eindronde gespeeld. 
| Plaats | Club                    | Wed. | W | G | V | Saldo | Ptn   |
| ------ | ----------------------- | ---- | - | - | - | ----- | ----- |
| 1.     | SC Schlesien Haynau     | 2    | 2 | 0 | 0 | 8:1   | 04:00 |
| 2.     | Glogauer SV 1921        | 2    | 1 | 0 | 1 | 3:5   | 02:02 |
| 3.     | Jugendverein Wohlau-Süd | 2    | 0 | 0 | 2 | 2:7   | 00:04 |

|  | Geplaatst voor promotie/degradatie play-off |

## Promotie/degradatie eindronde
Heen
|             |                     |       |                                  |        |
| 11 mei 1930 | SC Schlesien Haynau | 4 – 1 | Vgt. Sportfreunde Preußen Wohlau | Haynau |
| 11 mei 1930 |                     |       |                                  | Haynau |

Terug
|             |                                  |       |                     |        |
| 18 mei 1930 | Vgt. Sportfreunde Preußen Wohlau | 1 – 5 | SC Schlesien Haynau | Wohlau |
| 18 mei 1930 |                                  |       |                     | Wohlau |